# Stictoptera discoviridis
Stictoptera discoviridis är en fjärilsart som beskrevs av Walter Karl Johann Roepke 1938. Stictoptera discoviridis ingår i släktet Stictoptera och familjen nattflyn. Inga underarter finns listade i Catalogue of Life.